# Banská Bystrica
Banská Bystrica (Ausspracheⓘ: ['banskaː 'bɪstrɪtsa]; deutsch Neusohl, ungarisch Besztercebánya, lateinisch Neosolium) ist eine Stadt in der Slowakei.
Sie hat 73.533 Einwohner (Stand 31. Dezember 2024) und ist Sitz des Landschaftsverbandes Banskobystrický kraj und der Matej-Bel-Universität Banská Bystrica. Es ist die größte Stadt des gleichnamigen Bezirkes und nach Bratislava, Košice, Prešov, Žilina und Nitra die sechstgrößte Stadt der Slowakei. Als historisch bedeutsame Bergbaustadt des Mittelalters und der Neuzeit hat sie wertvolle kunsthistorische Denkmäler.

## Geographie

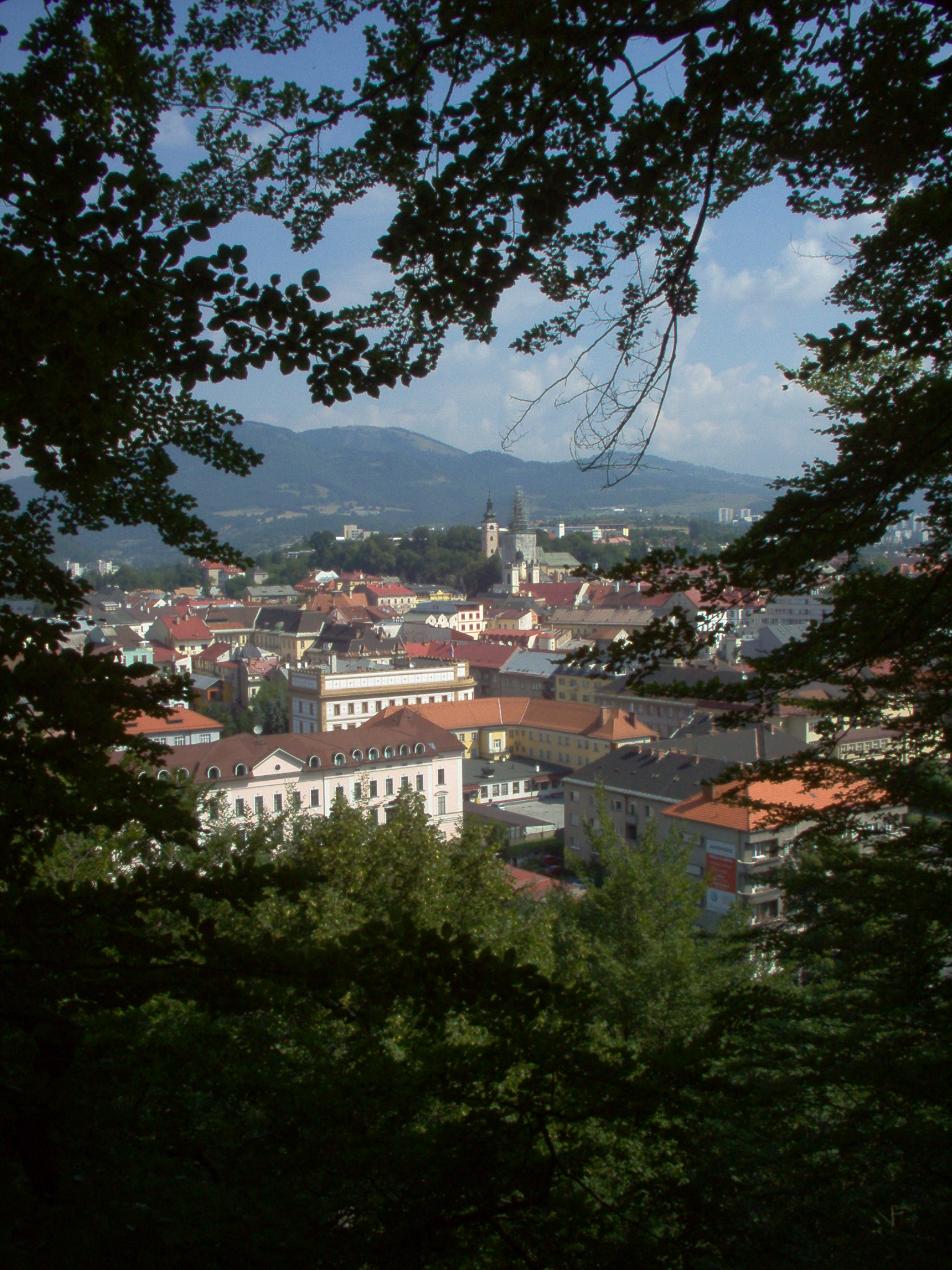
Blick auf die Stadt von Urpín aus

Die Stadt liegt im Zentrum der Slowakei im Bezirk Banská Bystrica, etwa im Mittelpunkt zwischen der Hauptstadt Bratislava (208 km nach Südwesten) und der zweitgrößten Stadt des Landes, Košice (217 km nach Osten). Banská Bystrica liegt im Talkessel Zvolenská kotlina am Fluss Hron, der in der Stadt seine Richtung von westwärts nach südwärts ändert und den Bach Bystrica zunimmt. Sie ist von mehreren Gebirgen umgeben: der Großen Fatra (Veľká Fatra), den Starohorské vrchy und der Niederen Tatra (Nízke Tatry) im Norden, dem Slowakischen Erzgebirge (Slovenské rudohorie) und der Poľana im Südosten und den Kremnitzer Bergen (Kremnické vrchy) im Westen. Obwohl diese Berge bis fast auf 1350 m n.m. reichen, wird die Stadtlandschaft vom Berg Urpín (510 m n.m.) am linken Ufer des Hron dominiert. Banská Bystrica mit einer Fläche von 103,37 km² ist mit der etwa 20 km südlich gelegenen Stadt Zvolen durch eine Reihe von Gemeinden verbunden. Das Stadtzentrum liegt auf 362 m n.m.. Nachbargemeinden von Banská Bystrica sind Špania Dolina im Norden, Nemce, Kynceľová und Selce im Nordosten, Slovenská Ľupča und Poniky im Osten, Môlča und Horná Mičiná im Südosten, Vlkanová und Badín im Süden, Horné Pršany und Malachov im Südwesten, Kremnica, Králiky und Tajov im Westen sowie Riečka und Harmanec im Nordwesten.

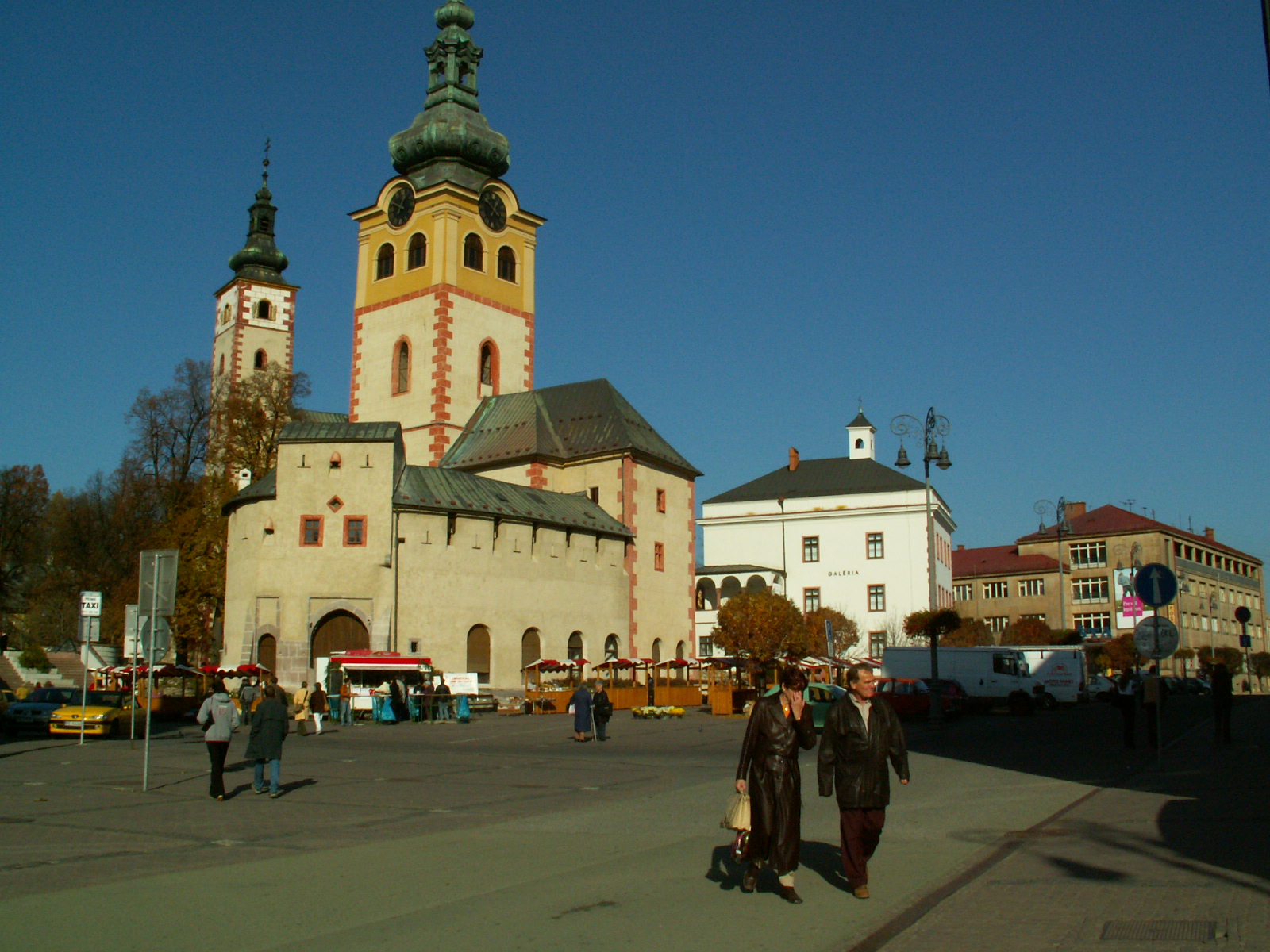
Die Stadtburg ist das älteste erhaltene Bauwerk von Banská Bystrica

|                       | Jan  | Feb  | Mär  | Apr  | Mai  | Jun  | Jul  | Aug  | Sep  | Okt  | Nov  | Dez  |   |      |
| Mittl. Tagesmax. (°C) | 1,0  | 4,3  | 9,5  | 15,2 | 20,9 | 23,6 | 25,5 | 25,8 | 20,6 | 14,6 | 6,5  | 1,9  | ⌀ | 14,2 |
| Mittl. Tagesmin. (°C) | −6,7 | −5,2 | −1,5 | 2,4  | 7,2  | 10,1 | 11,5 | 11,1 | 7,8  | 3,4  | −0,8 | −4,6 | ⌀ | 2,9  |
|                       |      |      |      |      |      |      |      |      |      |      |      |      |   |      |
| Niederschlag (mm)     | 40   | 36   | 41   | 52   | 70   | 80   | 62   | 66   | 58   | 56   | 61   | 53   | Σ | 675  |

| −6,7 |

| −5,2 |

| −1,5 |

| 2,4 |

| 7,2 |

| 10,1 |

| 11,5 |

| 11,1 |

| 7,8 |

| 3,4 |

| −0,8 |

| −4,6 |

| −6,7 |

| −5,2 |

| −1,5 |

| 2,4 |

| 7,2 |

| 10,1 |

| 11,5 |

| 11,1 |

| 7,8 |

| 3,4 |

| −0,8 |

| −4,6 |

| N i e d e r s c h l a g | 40  | 36  | 41  | 52  | 70  | 80  | 62  | 66  | 58  | 56  | 61  | 53  |
|                         | Jan | Feb | Mär | Apr | Mai | Jun | Jul | Aug | Sep | Okt | Nov | Dez |

## Geschichte

### Frühe Geschichte
Die Stadt ist ein alter Siedlungsplatz (Steinzeit, Bronzezeit, Kelten, wichtige germanische Siedlungen). Es ist bekannt, dass dort bereits die Kelten Oberflächenerze abbauten.

### Mittelalter

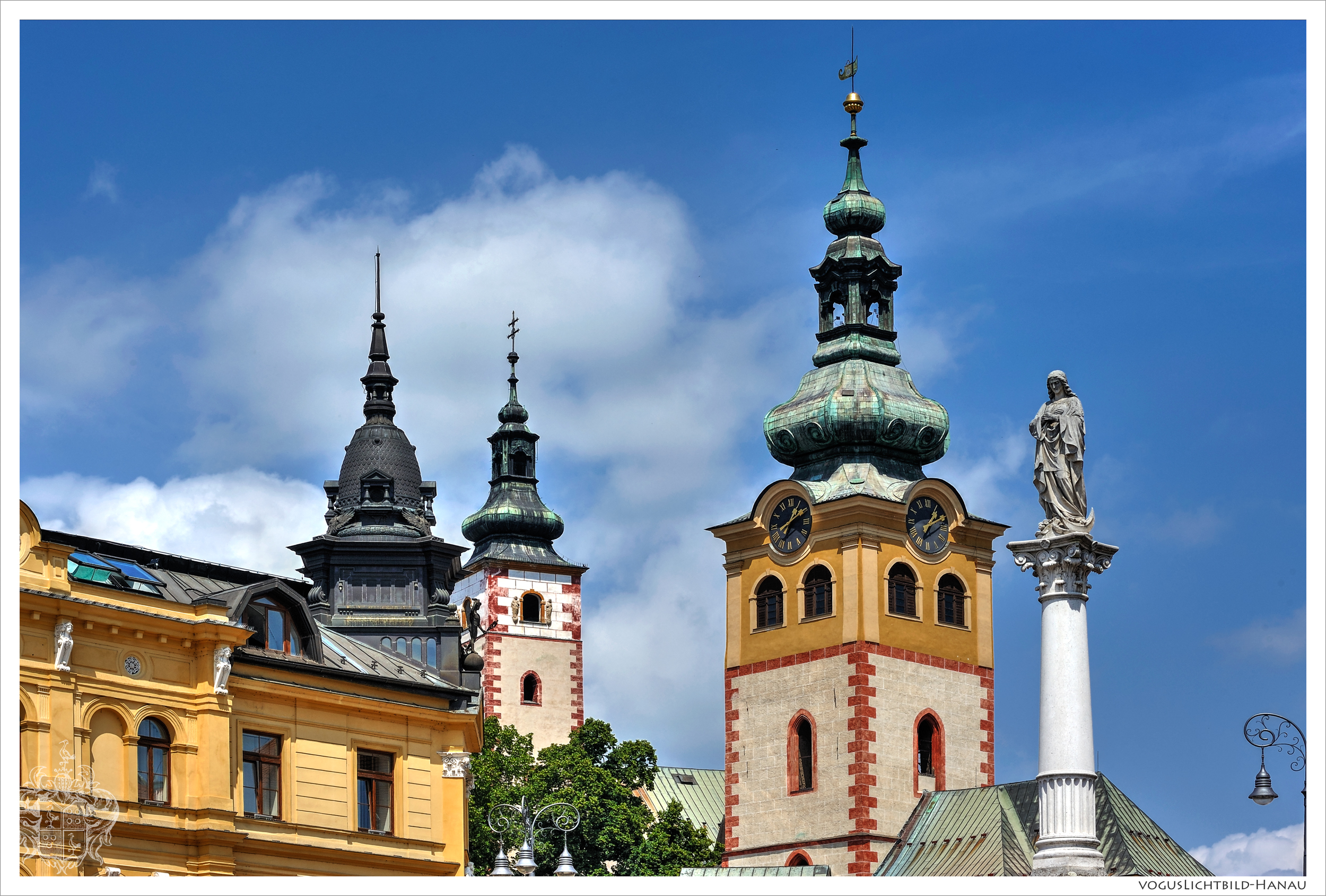
Blick über die Mariensäule zur Pfarrkirche der Heiligen Maria, der slowakischen Kirche und dem Rathaus auf dem Burgareal von Neusohl

Die heutige Siedlung wurde von Slawen gegründet. Es handelte sich um eine landwirtschaftliche Siedlung, deren Bevölkerung auch Goldwäscherei betrieb. Die ersten deutschen Siedler (Bergleute) kamen vereinzelt bereits im 12. Jahrhundert, in größerem Ausmaß jedoch erst nach dem verheerenden Mongoleneinfall von 1241/42 in die Gegend, um den Bergbau in Form von Stollen- und Schachtbau zu aktivieren.
1255 erteilte der ungarische König Banská Bystrica das Stadtrecht, das Recht Gold, Silber und andere Metalle abzubauen, und andere umfangreiche Privilegien. Die Haupteinnahmequelle der mittelalterlichen Stadt war der Bergbau. Es wurden Gold und Silber abgebaut, ab etwa 1350 Kupfer, im 14. Jahrhundert auch Quecksilber und Anfang des 15. Jahrhunderts Blei. Damals gehörte Banská Bystrica neben dem „goldenen“ Kremnica (Kremnitz) und dem „silbernen“ Banská Štiavnica (Schemnitz) zu den drei reichsten Bergbaustädten der Mittelslowakei. Banská Bystrica besaß entsprechend das Attribut „kupfern“. Die Bergbauunternehmer (Waldbürger, Ringbürger) waren überwiegend Deutsche, die Handwerker und Händler meist Slowaken.
Eine tiefgehende Bergbaukrise im 15. Jahrhundert, die auch eine rasche Slowakisierung der Bevölkerung einleitete, konnte erst von Johann Thurzo überwunden werden: 1493 begegneten sich der deutsche Bankier und Geschäftsmann Jakob Fugger aus Augsburg und der slowakische Zipser Graf und Unternehmer Johann aus der Familie Thurzo. 1495 gründeten sie die Saigerhandelsgesellschaft (gemeiner) Ungarischer Handel (anfangs Thurzo-Fugger-Gesellschaft, später Ungarischer Kupferhandel genannt), die zum größten europäischen Handelsunternehmen um 1500 avancierte. Banská Bystrica war einer der drei Standorte der für das Unternehmen zentralen Saigerhütten, neben Moštenica und Mogiła bei Krakau.
Durch die Heirat unter ihren Kindern wurde das Unternehmen gefestigt. Sie investierten in Kupferbergwerke und gründeten Handelszentren in ganz Europa. Im Jahr 1525 wurden die Fugger zeitweilig vom König enteignet. Da die königlichen Beamten die Bergleute jedoch nicht bezahlen konnten, brach ein Bergarbeiteraufstand aus, der bis 1526 dauerte, als die Enteignung der Fugger rückgängig gemacht wurde. Allerdings gingen in den Folgejahren die Erträge stetig zurück, so dass die Fugger die Pacht der Bergwerke 1546 nicht verlängerten.

### Neuzeit

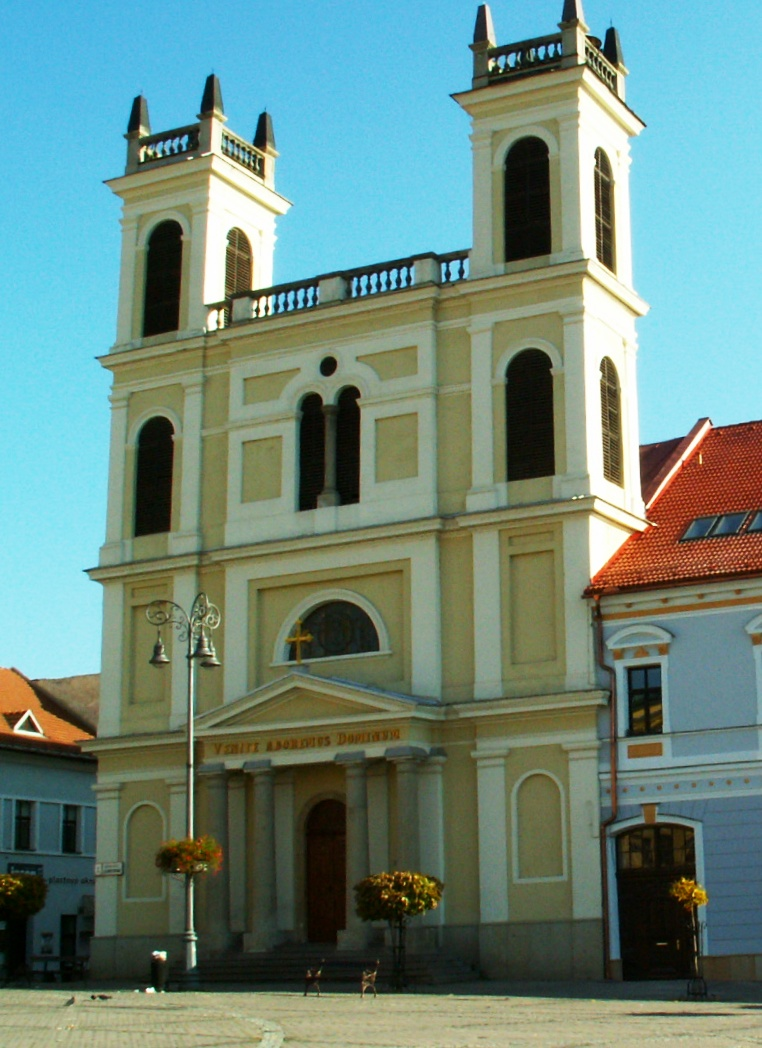
Ehemalige Jesuitenkirche und heutige Kathedrale St. Franz Xaver

Nach der Niederlage der Armee des Königreichs Ungarn in der Schlacht bei Mohács 1526 drangen die Türken vereinzelt bis nach Banská Bystrica vor. Die Stadtväter ließen die Stadtburg zu einer Festung umbauen, die Stadt wurde allerdings nicht direkt bedroht.
Im 17. Jahrhundert wurde die Stadt von den in der Slowakei stattfindenden anti-habsburgischen Aufständen schwer in Mitleidenschaft gezogen. 1605 wurde sie von den Truppen Stephan Bocskays niedergebrannt, 1620 wählten die Aufständischen dort Gabriel Bethlen zum König.
Im 18. Jahrhundert ersetzte der Eisenerzbergbau den Kupferbergbau. Nach einem großen Feuer im Jahr 1761 bekam die Stadt ein neues, barockes Aussehen. Die letzten Bergwerke wurden 1788 geschlossen. 1725 entstand die erste Manufaktur (eine Tuchmanufaktur), weitere folgten bald danach. Ende des 18. Jahrhunderts wurde die Stadt zum Sitz der Gespanschaft Sohl und 1776 als Bischofssitz erklärt.

### 19. Jahrhundert
Im 19. Jahrhundert spielte Banská Bystrica im kulturellen und politischen Leben der Slowaken eine wichtige Rolle (Zentrum des slowakischsprachigen Schulwesens, Filiale des Vereins Slovenské učené tovarišstvo, 1845 Gründung des Vereins Spolok pohronský). 1830 entstand hier die erste Fabrik (eine Zuckerfabrik, die 16 Jahre später einging). Die wichtigsten Industriezweige waren Holz- und Textilverarbeitung.
Die Wichtigkeit der Stadt stieg mit der Eröffnung der Eisenbahnlinien Zvolen-Banská Bystrica im Jahre 1873 sowie Banská Bystrica-Brezno im Jahre 1884. 1845 wurde die erste Sparkasse gegründet.

### 20. Jahrhundert

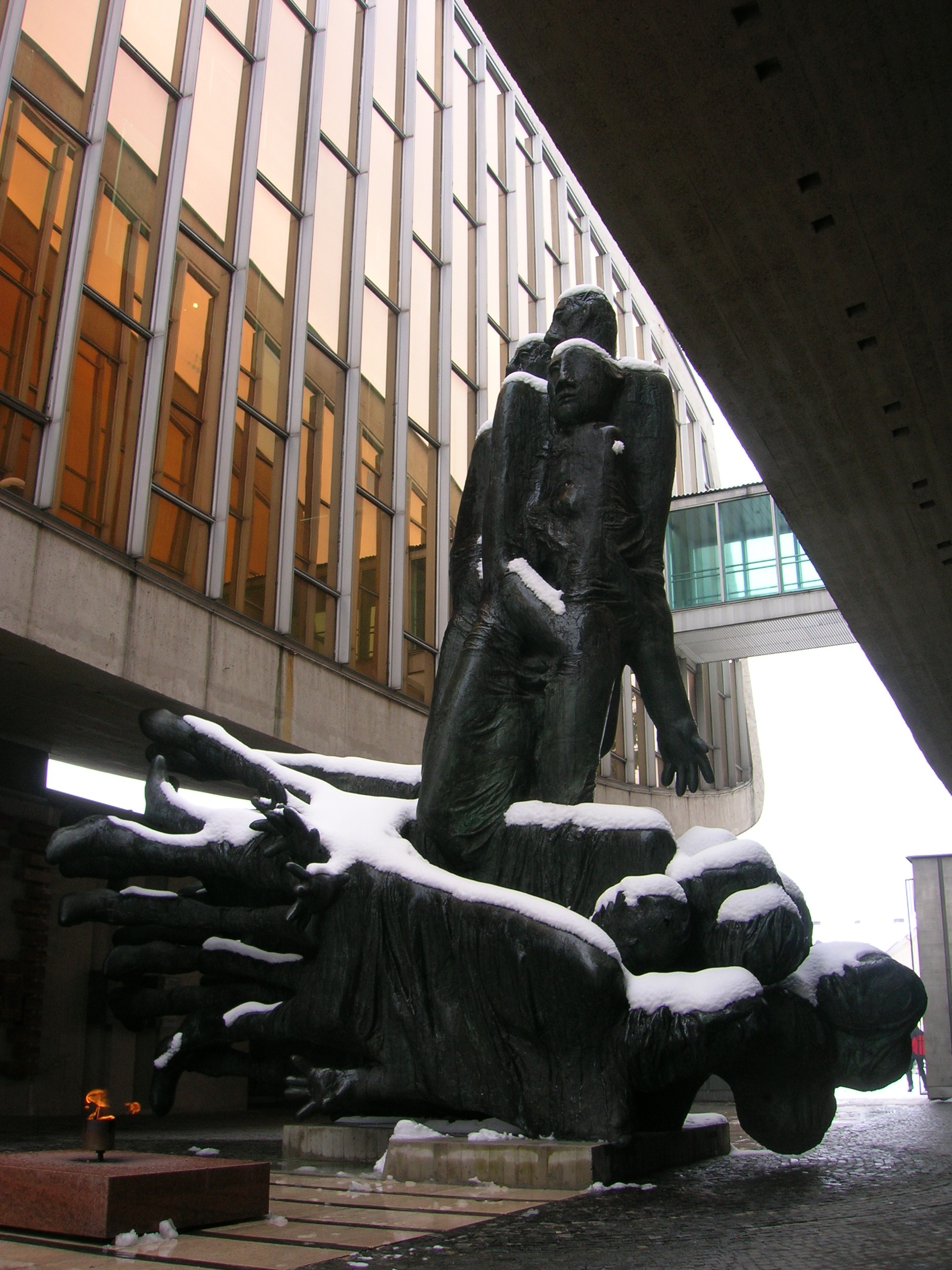
Denkmal des Slowakischen Nationalaufstands

Nach der Gründung der Tschechoslowakei Ende 1918 wurde der Ort ein Teil dieser und bekam seinen offiziellen slowakischen Namen „Baňská Bystrica“, der 1927 auf den heutigen Namen sprachlich korrigiert wurde. In der ersten Hälfte des 20. Jahrhunderts änderte sich die wirtschaftliche Struktur der Stadt kaum; die Arbeitslosigkeit war meist hoch. 1936 ging in Banská Bystrica ein slowakischer Radiosender in Betrieb. Nach der Zerschlagung der Tschechoslowakei und der Annexion von Gebieten durch Nazi-Deutschland wurde die Stadt im Juli 1939 Teil der Ludaken-Diktatur im 1939–1945 bestehenden Slowakischen Staat.
Ab dem 29. August 1944 war die Stadt das Hauptzentrum des Slowakischen Nationalaufstandes unter Leitung von Ján Golian. Von hier ging der Radioaufruf zum Aufstand aus. Während der Kämpfe wurde ein Teil der deutschsprachigen Bevölkerung Neusohls von slowakischen Partisanen getötet. Am 17. September 1944 fand in der Stadt der Vereinigungskongress der KKS mit der Sozialdemokratie statt. Ab dem 27. Oktober 1944 wurde sie wieder von deutschen Truppen kontrolliert, die Banská Bystrica kampflos einnahmen. Am 30. Oktober 1944 hielt der Präsident und Geistliche Jozef Tiso eine Messe ab, danach äußerte er sich in einer Rede auf dem Hauptplatz zugunsten der Nazis, mit denen er bereitwillig kollaborierte, und steckte ihnen bei der Gelegenheit persönlich Orden an. Am 25. März 1945 wurden die deutschen Besatzer von der sowjetischen Armee aus Banská Bystrica vertrieben.
Nach dem Zweiten Weltkrieg wurde die Stadt zum Zentrum der gesamten Mittelslowakei. Es entstanden zahlreiche neue Industriebetriebe wie Slovenské energetické závody (Energetik), TESLA, Smrečina (Holzverarbeitung), Závody SNP (Eisenhütten). 1966 wurden folgende Gemeinden der Stadt angeschlossen: Iliaš (1886–1966 zu Kráľová eingemeindet), Kráľová, Majer, Podlavice, Radvaň (1964–1966 zu Kráľová eingemeindet), Rudlová, Sásová, Skubín (1961–1966 zu Podlavice eingemeindet). Heute ist Banská Bystrica eine moderne Metropole der Mittelslowakei.

### 21. Jahrhundert
2017 wurde Banská Bystrica der Ehrentitel „Reformationsstadt Europas“ durch die Gemeinschaft Evangelischer Kirchen in Europa verliehen.
Nach dem schweren Attentat auf Ministerpräsident Robert Fico am 16. Mai 2024 im nahen Handlová wurde dieser im Roosevelt-Krankenhaus in Banská Bystrica behandelt.

## Herkunft des Stadtnamens
Der erste Quellenbeleg stammt von 1255 in der Form Noua villa Bystrice prope Lypcham (d. h. „neue Siedlung Bystrica in der Nähe von Ľupča“). 1263 erschien (ausnahmsweise) die Form Besterchebana, d. h. das Bergwerk von Bystrica (ungarische und slowakische Substantive bánya/baňa ‚Bergwerk‘).
Bystrica wurde vom gleichnamigen Bach übernommen, dessen Name sich wiederum von der protoslawischen Wurzel *-bistr ableitet. Das Attribut Banská kam erst später dazu (erster Beleg 1773) und bedeutet Bergbau- (Adjektiv). Die (spätere) ungarische Form entstand durch Anpassung der Form von 1263.
Ein ähnlicher deutscher Flussname gleicher etymologischer Wurzel ist Weißeritz. Die deutsche Form Neusohl ist vom Namen der Nachbarstadt Zvolen abgeleitet und bedeutet „Neu-Zvolen“; Zvolen hieß auf Deutsch ursprünglich „Sohl“.

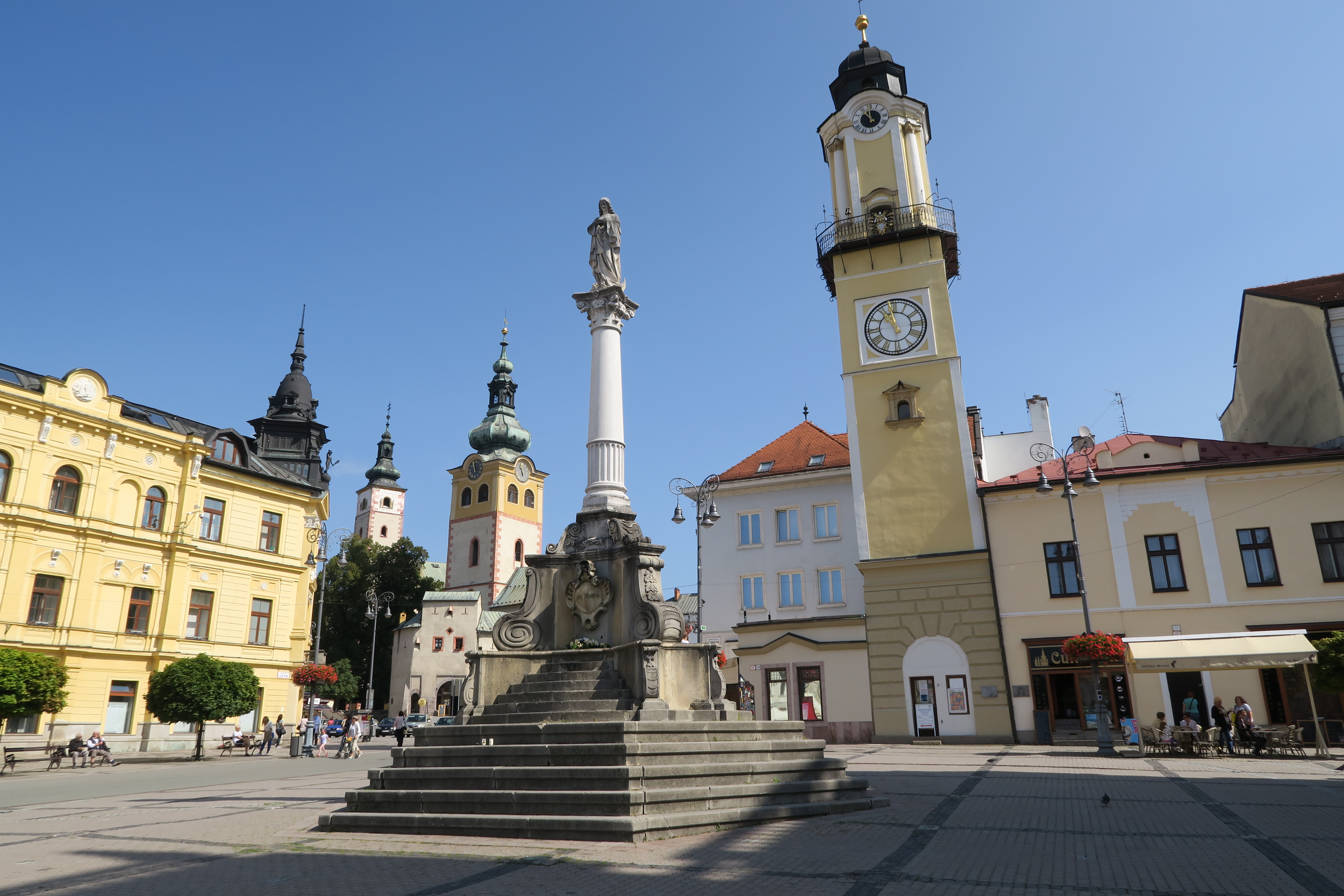
Die Mariensäule am Platz des Slowakischen Nationalaufstandes

## Sehenswürdigkeiten

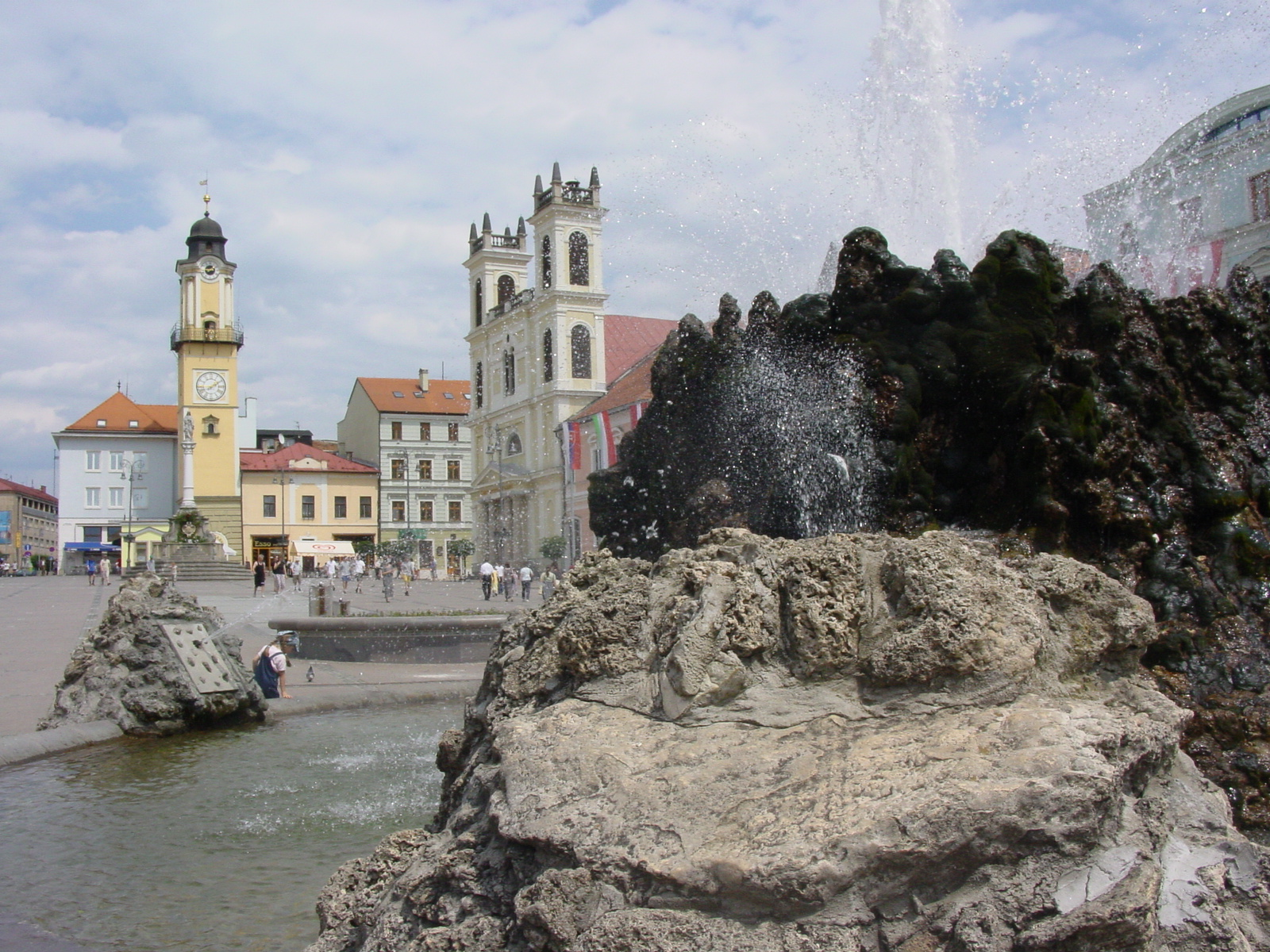
Platz des Slowakischen Nationalaufstandes

Die meisten historischen Sehenswürdigkeiten konzentrieren sich um den Platz des Slowakischen Nationalaufstandes (slowakisch Námestie SNP). Dominierend auf dem Platz ist der 1552 im Renaissancestil erbaute Uhrturm, einem schiefen Turm mit einer gegenüber der Vertikalen um 40 Zentimeter geneigten Spitze.
Der Turm kann bestiegen werden und bietet eine Aussicht über die Stadt. Eine Pestsäule (slowakisch Morový stĺp) wurde im 18. Jahrhundert nach einer Pestepidemie auf dem Platz errichtet. Die Kapitelkirche des Hl. Franz Xaver wurde von Jesuiten in den Jahren 1695–1715 errichtet und ist eine Kopie der Kirche Il Gesù in Rom. Gleichzeitig ist die Kirche seit dem Jahre 1776 die Kathedrale des Bistums Banská Bystrica. Andere Denkmäler auf dem Platz sind: Die Mariensäule, ein Springbrunnen im Jugendstil aus den Anfängen des 20. Jahrhunderts und ein schwarzer Obelisk, welcher zu Ehren der im Kampf um die Stadt 1945 gefallenen sowjetischen Soldaten errichtet wurde.
Die meisten Gebäude um den Platz herum und in den umliegenden Gassen sind Bürgerhäuser im Gotik-, Renaissance- oder Barockstil. Hierbei besonders zu erwähnen sind das Thurzo-Haus und Beniczky-Haus. Der Bischofspalast wurde 1787 errichtet. Die Stadtburg mit dem Burgareal besteht aus der Pfarrkirche der Jungfrau Maria, dem Matthias-Haus, einer Slowakischen Kirche, dem Rathaus, einem Pfarrhaus und einer Befestigungsanlage. Sie befindet sich am Rand des Platzes des Slowakischen Nationalaufstandes.
Die gotische St.-Jakob-Kirche wurde im 15. Jahrhundert errichtet.

## Bevölkerung
| Bevölkerungsentwicklung | Bevölkerungsentwicklung | Bevölkerungsentwicklung | Bevölkerungsentwicklung |
| Jahr                    | Einwohner               | Jahr                    | Einwohner               |
| ----------------------- | ----------------------- | ----------------------- | ----------------------- |
| 1720                    | 2.646                   | 1950                    | 22.651                  |
| 1780                    | 4.988                   | 1980                    | 62.923                  |
| 1869                    | 5.950                   | 1991                    | 83.696                  |
| 1918                    | 10.776                  | 2001                    | 83.056                  |

### Modern
| Jahr                | 1994   | 2004    | 2014    | 2024    |
| ------------------- | ------ | ------- | ------- | ------- |
| Anzahl der Personen | 84.741 | 81.704  | 79.027  | 73.533  |
| Unterschied         |        | −3,58 % | −3,27 % | −6,95 % |

| Jahr                | 2023   | 2024    |
| ------------------- | ------ | ------- |
| Anzahl der Personen | 74.065 | 73.533  |
| Unterschied         |        | −0,71 % |

Laut der Volkszählung 2022 hatte die Stadt am 31. Dezember 2022 74.590 Einwohner.

### Ethnische Zusammensetzung
Die größte Ethnie sind die Slowaken mit einem Anteil von 94,74 %, gefolgt von Tschechen mit 1,39 %, Magyaren und Roma mit jeweils 0,54 % sowie Deutschen (0,06 %) und Ukrainern (0,05 %).

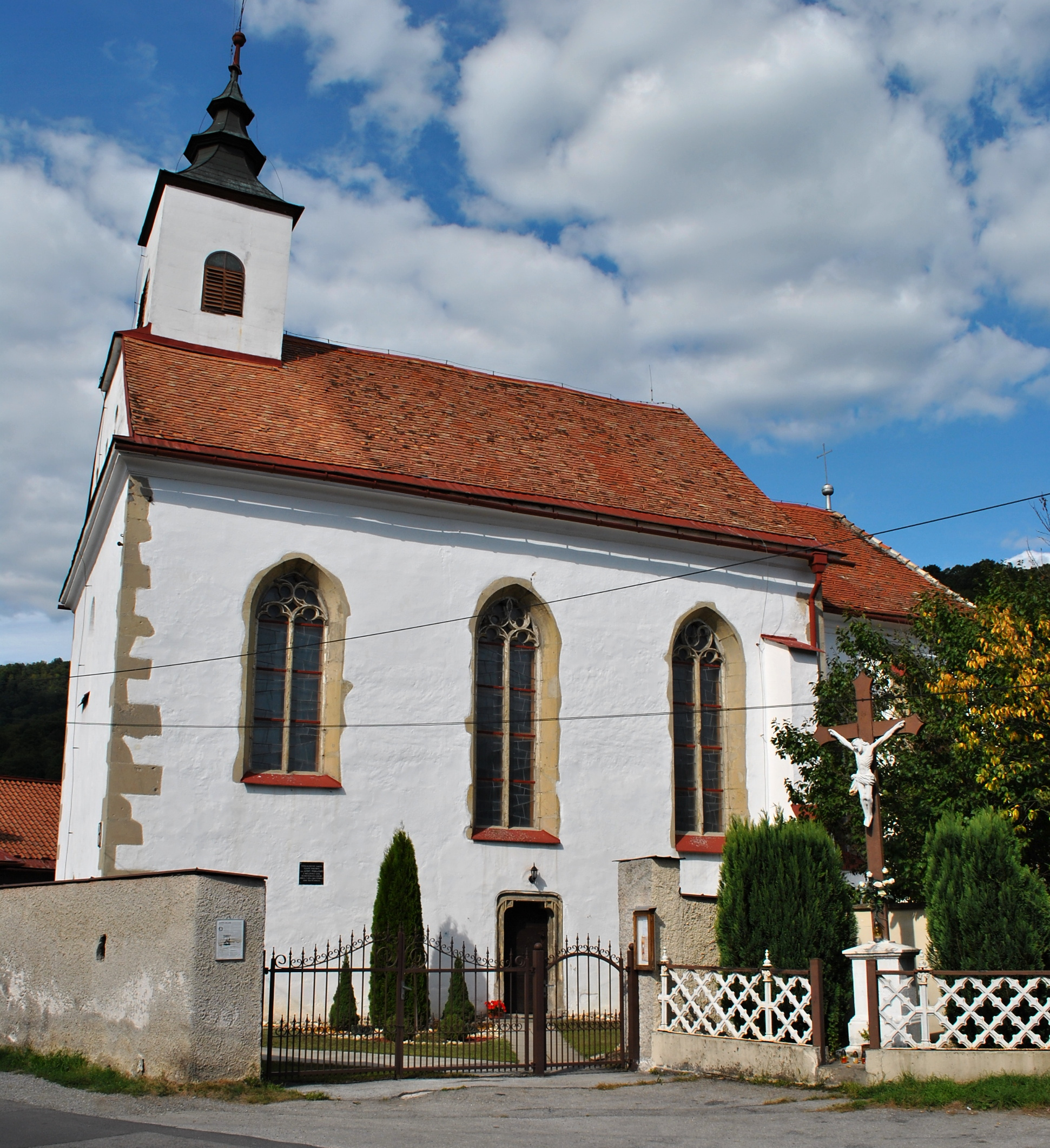
St.-Jakob-Kirche

### Religionen
Die größte Konfession war die römisch-katholische mit 46,8 % der Einwohner, gefolgt von der evangelischen mit 13,8 %, griechisch-katholischen mit 1,02 % und orthodoxen mit 0,25 %. Ohne Religion waren 30,2 % der Einwohner, 6,3 % nicht identifiziert. Die Stadt ist Bischofssitz des katholischen Bistums Banská Bystrica.

## Kultur

### Theater
Es gibt vier Theater in der Stadt: die heutige Staatsoper (Štátna opera) wurde im Jahr 1959 gegründet. Die berühmteste der hier auftretenden Sängerinnen ist Edita Gruberová. Štúdio tanca ist ein im Jahr 1998 gegründetes, sich mit zeitgenössischen Tänzen befassendes Theater. Die anderen Theater sind Bábkové divadlo na Rázcestí (Marionettentheater an der Weggabelung) und Divadlo z Pasáže (Theater aus der Passage).

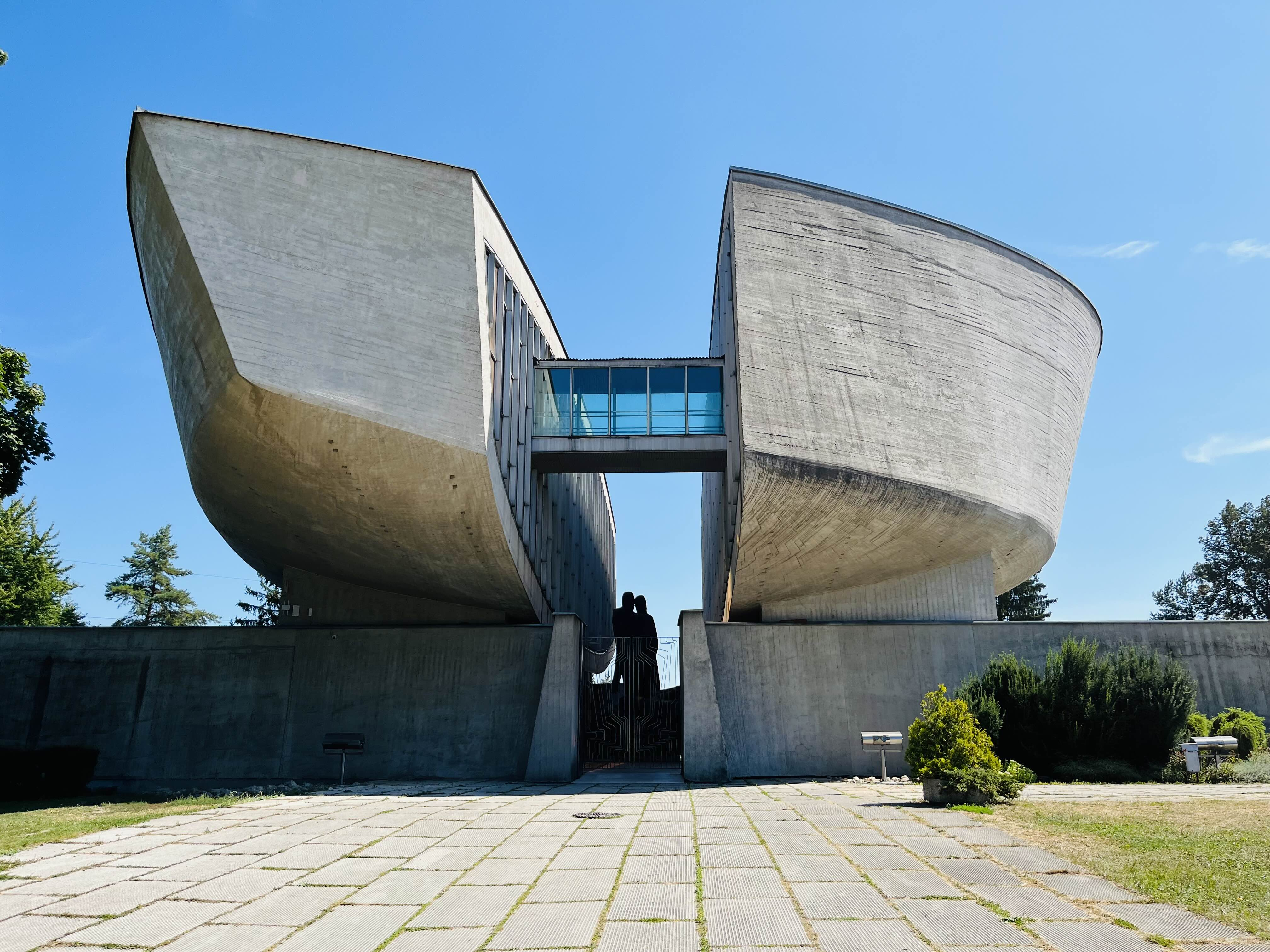
Denkmal des Slowakischen Nationalaufstands in Banská Bystrica

### Museen, Galerien
Das älteste Museum der Stadt ist das Museum der Zentralslowakei (Stredoslovenské múzeum), das im Jahr 1889 gegründet wurde. Es zeigt zwei Ausstellungen: die historische Sammlung befindet sich im Thurzo-Haus in der Altstadt und die naturwissenschaftliche im Stadtteil Radvaň. Im Alten Rathaus hat die auf slowakische zeitgenössische Kunst spezialisierte staatliche Galerie (Štátna galéria) ihren Sitz. Das Museum im Denkmal des Slowakischen Nationalaufstandes (slow. Pamätník SNP), einem von 1967 bis 1969 im Stil des Betonbrutalismus errichteten Gebäude, umfasst eine Militärsammlung mit Panzern, Artillerie, Flugzeugen und Panzerzügen aus dem Zweiten Weltkrieg. Andere Museen sind das Museum für Literatur und Musik (slow. Literárne a hudobné múzeum) in der Nähe des Stadtzentrums, das einen Überblick über die Literatur- und Musikkultur der Zentralslowakei gibt, und das in der Slowakei einzigartige Postmuseum (Poštové múzeum).

### Sport
Der lokale Fußballverein ist FK Dukla Banská Bystrica. Er spielt in der 2. Liga und trägt seine Heimspiele im Štadión SNP (Kapazität 10.000 Plätze) aus. Die Stadt ist auch in der höchsten Eishockey-Liga, der Extraliga, durch den Klub HC 05 Banská Bystrica vertreten. Ein anderer Sportverein ist der Basketballklub ŠKP Banská Bystrica.
Vom 24. bis 30. Juli 2022 ist die Stadt Gastgeberin des European Youth Olympic Festival 2022.

### Schulen und Hochschulen
Banská Bystrica ist seit 1992 Sitz der Matej-Bel-Universität und besitzt auch eine staatliche Musikhochschule, die Akademia Umeni Banska Bystrica.

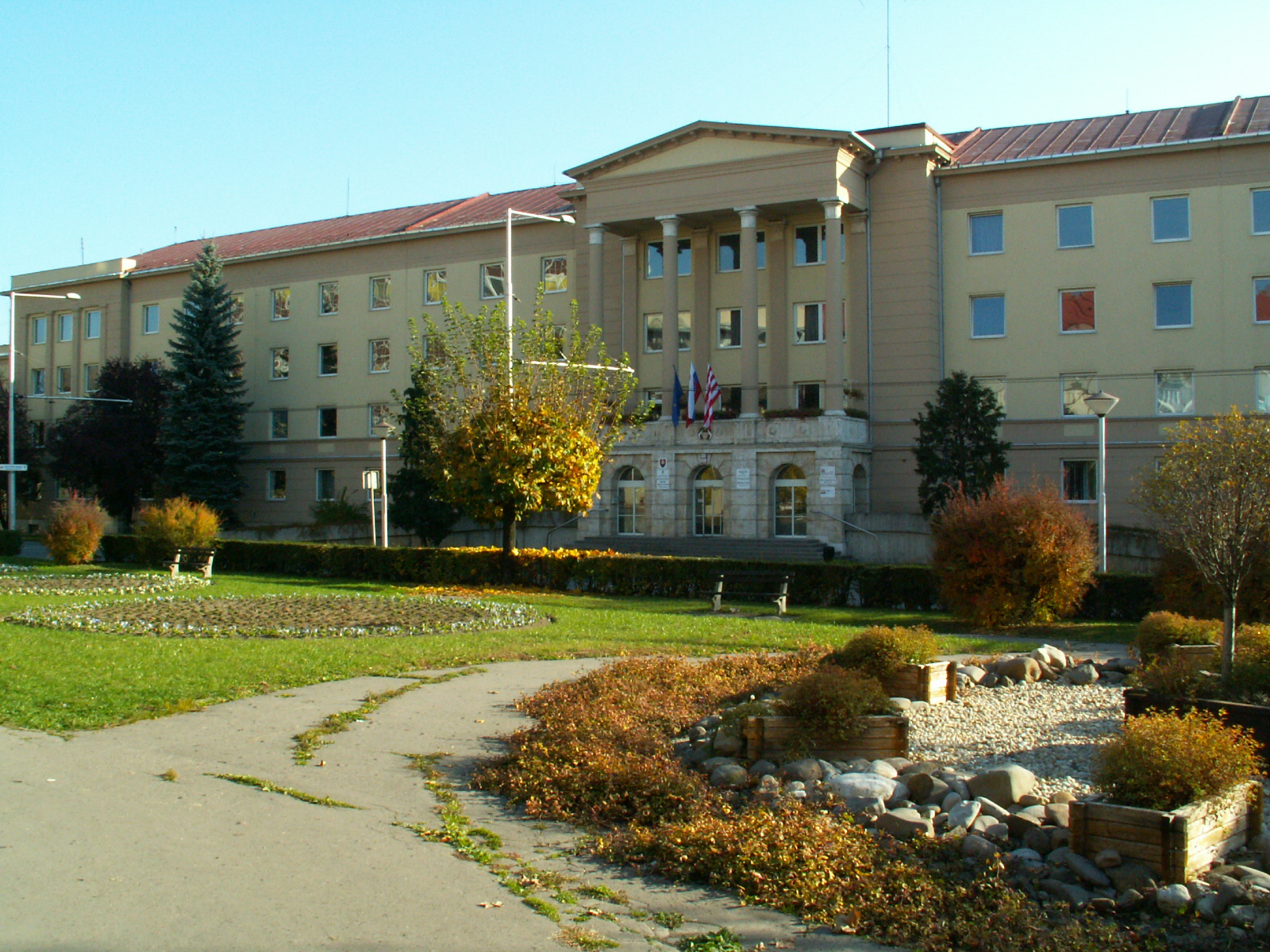
Das Stadtamt von Banská Bystrica

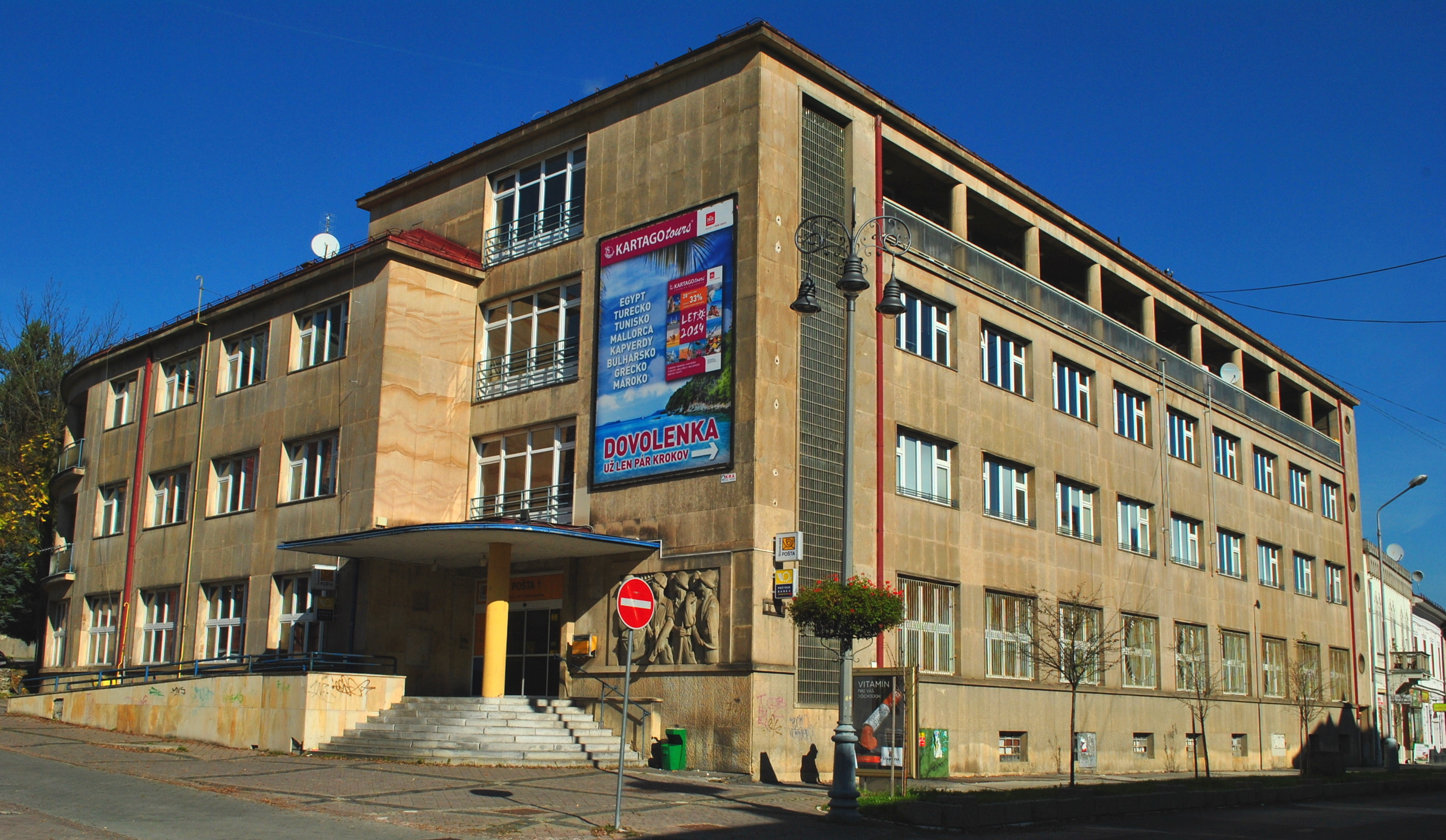
Gebäude des Hauptpostamtes in Banská Bystrica

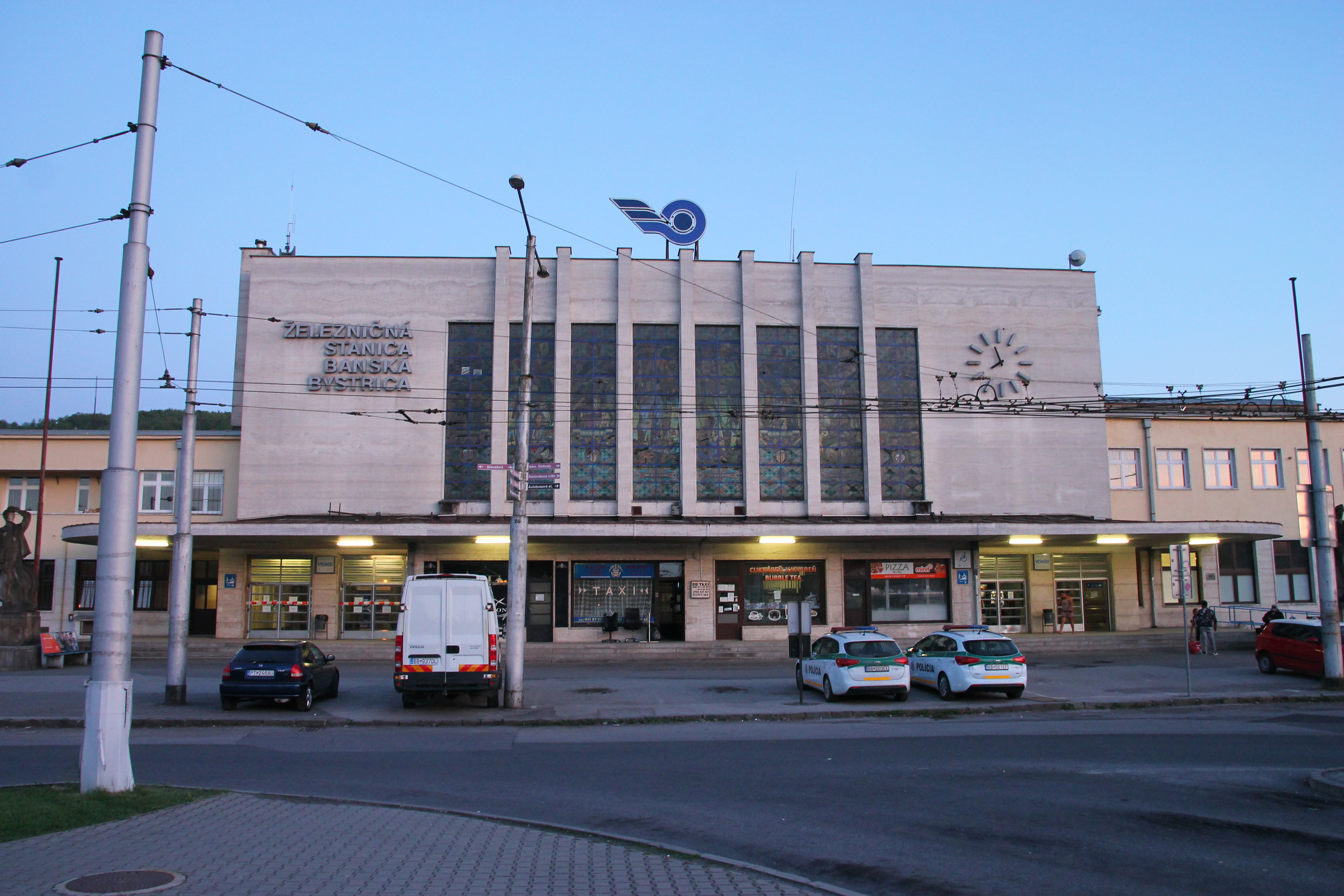
Bahnhof Banska Bystrica

## Politik und Verwaltung
Banská Bystrica ist Hauptstadt des Landschaftsverbandes Banskobystrický kraj mit rund 660.000 Einwohnern und des kleineren Bezirks Banská Bystrica. Einige staatliche Institutionen haben ihren Sitz in der Stadt, z. B. Steuerdirektion der Slowakischen Republik und das Postunternehmen Slovenská pošta.
Die Struktur der Stadtverwaltung besteht aus dem Bürgermeister (primátor) und der Stadtvertretung (mestské zastupiteľstvo). Der Bürgermeister ist der Chef der Exekutive und wird für eine vierjährige Amtszeit gewählt. Amtierender Bürgermeister ist Jan Nosko, der 2014 gewählt wurde.

## Stadtgliederung
Die Stadt gliedert sich in folgende 19 Stadtteile (deutsche Bezeichnung soweit vorhanden in Klammern):
- Banská Bystrica (deutsch Neusohl)
- Fončorda
- Iliaš (1902 nach Kráľová eingemeindet, deutsch Gillsdorf)
- Jakub (1970 eingemeindet; deutsch Sankt Jakob)
- Kostiviarska (1970 eingemeindet; deutsch Kostführersdorf)
- Kráľová (1964 mit Radvaň zu Radvaň-Kráľová vereinigt, 1966 eingemeindet; deutsch Königsdorf)
- Kremnička (1970 eingemeindet, deutsch Altkremmnitz)
- Majer (1966 eingemeindet; deutsch Mayersdorf)
- Podlavice (1960 mit Skubín zu Laskomerské vereinigt, 1966 eingemeindet; deutsch Podlawitz, älter Indorf)
- Pršianska Terasa
- Radvaň (1964 mit Kráľová zu Radvaň-Kráľová vereinigt, 1966 eingemeindet; deutsch Burgstädtl/Radwan)
- Rakytovce (1970 eingemeindet)
- Rudlová (1966 eingemeindet; deutsch Rudolphsdorf)
- Sásová (1966 eingemeindet; deutsch Sachsendorf)
- Senica (1970 eingemeindet; deutsch Senitz)
- Skubín (1960 mit Podlavice zu Laskomerské vereinigt, 1966 eingemeindet, deutsch Schubing)
- Šalková (1970 eingemeindet; deutsch Schalksdorf)
- Uhlisko
- Uľanka (1979 eingemeindet; deutsch Ulmannsdorf)

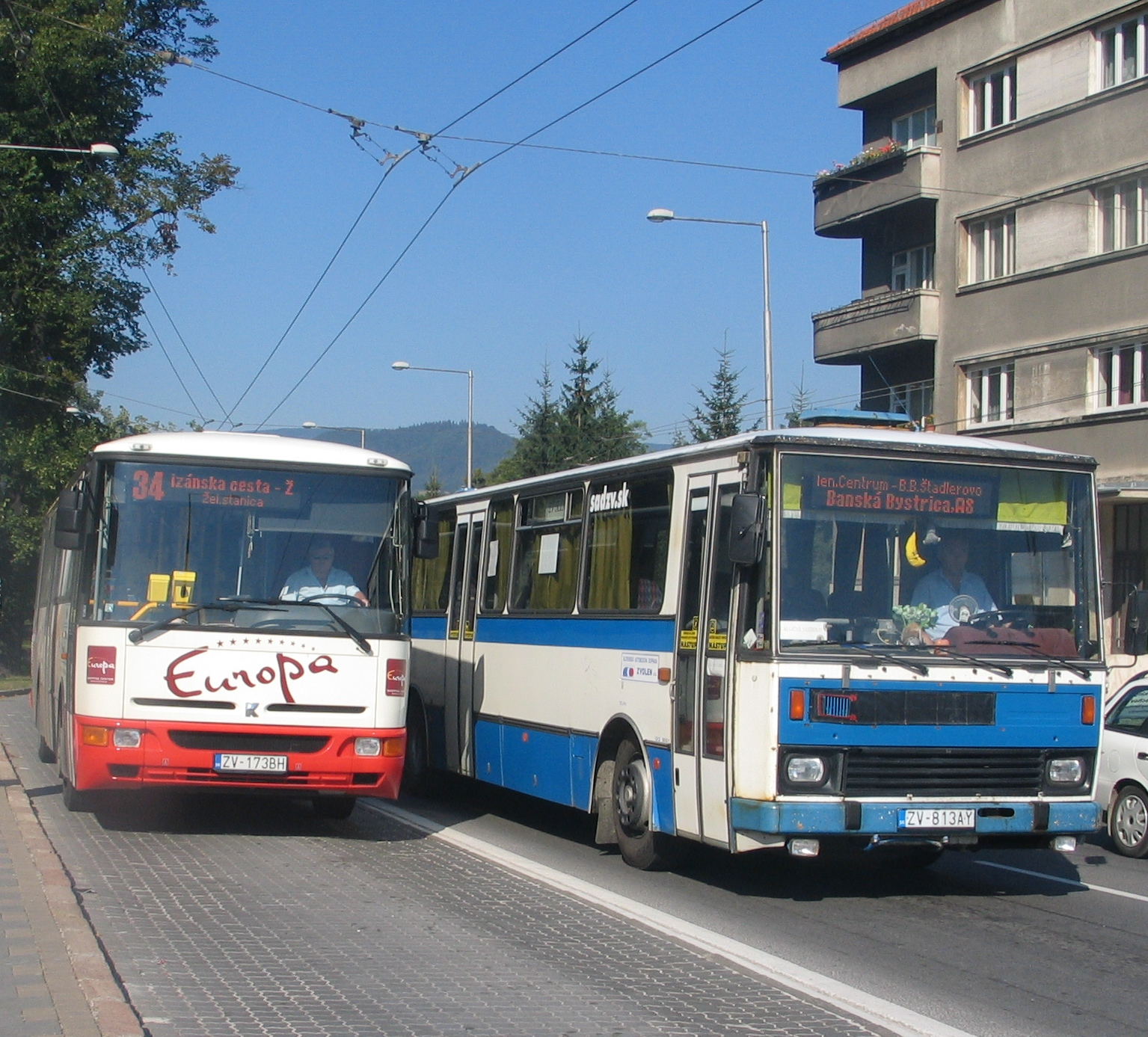
Busverkehr in der Stadt

## Verkehr
Banská Bystrica hat Bus- und Zugverbindungen in die übrige Slowakei und in einige europäische Städte. Die Schnellstraße R1 verbindet die Stadt mit Zvolen sowie nach der Eröffnung des fehlenden Teilstücks am 28. Oktober 2011 auch mit Nitra, Trnava und weiter Bratislava. Andere Staatsstraßen führen nach Brezno (), Ružomberok () und Turčianske Teplice ().
Der Bahnhof liegt südöstlich des Stadtzentrums an der Bahnstrecke Zvolen–Podbrezová; unmittelbar hinter dem Bahnhof zweigt die Bahnstrecke Banská Bystrica–Dolná Štubňa ab.
Der in der Nähe liegende Flughafen Sliač bietet zurzeit nur Charterflüge. Der ÖPNV wird von zwei Gesellschaften betrieben; Dopravný podnik mesta Banská Bystrica benutzt Trolleybusse und Minibusse und SAD Zvolen Busse.

## Söhne und Töchter der Stadt
- Johannes Metzler (1494–1538), Gräzist und Jurist
- Johann Michael Klement (1689–1720), ungarischer Jurist und Diplomat
- Matthias Bel (1684–1749), ungarischer Theologe
- Christian von Appel (1785–1854), kaiserlich österreichischer Feldmarschallleutnant
- Károly Szentiványi (1802–1877), ungarischer Politiker, Obergespan und Präsident des Abgeordnetenhauses
- Jaroslav Vlček (1860–1930), Literaturhistoriker
- Ede Donáth (1865–1945), ungarisch-jüdischer Dirigent und Komponist
- Hugo Mandeltort (1872–1933), Baumeister und Architekt
- Viliam Figuš-Bystrý (1875–1937), Komponist
- Nándor Bernolák (1880–1951), Jurist, Politiker und Minister für Volkswohl und Arbeit (1921/22)
- Johann Móry (1892–1978), Komponist
- Roland Jacobi (1893–1951), ungarischer Tischtennis-Weltmeister 1926
- Denes de Holesch (1910–1983), ungarischer Maler
- Ján Cikker (1911–1989), Komponist
- Šimon Jurovský (1912–1963), Komponist
- Marko Feingold (1913–2019), Holocaust-Überlebender, Präsident der Israelitischen Kultusgemeinde Salzburg
- Peter Karvaš (1920–1999), Dramaturg
- Ludo Lehen (1925–2014), Maler, Bildhauer und Schachkomponist
- Igor Luther (1942–2020), Kameramann
- Peter Tomka (* 1956), Richter und seit 2003 Mitglied des Internationalen Gerichtshofes in Den Haag
- Ján Zvara (* 1963), Hochspringer
- Marián Bíreš (* 1964), Skirennläufer
- Ivan Korčok (* 1964), Diplomat und Politiker
- Mirko Krajči (* 1968), Komponist und Dirigent
- Vlastimil Plavucha (* 1968), Eishockeyspieler
- Adrián Bíreš (* 1969), Skirennläufer
- Peter Németh (* 1972), Fußballspieler und -trainer
- Jaroslava Bukvajová (* 1975), Skilangläuferin
- Peter Pellegrini (* 1975), Politiker
- Richard Zedník (* 1976), Eishockey-Stürmer
- Ivan Majeský (* 1976), Eishockey-Verteidiger
- Vladimír Országh (* 1977), Eishockey-Spieler
- Michal Handzuš (* 1977), Eishockey-Stürmer
- Katarína Kucbelová (* 1979), Schriftstellerin
- Barbara Nedeljáková (* 1979), Schauspielerin
- Tomáš Surový (* 1981), Eishockey-Spieler
- Peter Budaj (* 1982), Eishockey-Torwart
- Ľubomír Guldan (* 1983), Fußballspieler
- Dušan Šimočko (* 1983), Biathlet
- Alena Procházková (* 1984), Skilangläuferin
- Adam Nemec (* 1985), Fußballspieler
- Marek Hamšík (* 1987), Fußballspieler
- Marek Čanecký (* 1988), Radrennfahrer
- Jakub Sylvestr (* 1989), Fußballspieler
- Tomáš Zmoray (* 1989), Skispringer
- Andrej Rendla (* 1990), Fußballspieler
- Tomáš Sýkora (* 1990), Eishockey-Spieler
- Viktória Maľová (* 1993), Tennisspielerin
- Chantal Škamlová (* 1993), Tennisspielerin
- Richard Gonda (* 1994), Automobilrennfahrer
- Martin Faško-Rudáš (* 2000), Eishockeyspieler
- Tamara Mesíková (* 2006), Skispringerin

## Partnerschaften
Banská Bystrica unterhält Partnerschaften mit:
| Stadt          | Land                   | seit | Typ                                  |
| -------------- | ---------------------- | ---- | ------------------------------------ |
| Alba           | Italien                | 1969 | Partnerstadt                         |
| Ascoli Piceno  | Italien                | 1998 | Partnerstadt                         |
| Budva          | Montenegro             | 2001 | Partnerstadt                         |
| Charleston     | Vereinigte Staaten     | 2010 | Partnerstadt                         |
| Dabas          | Ungarn                 | 2000 | Partnerstadt                         |
| Durham         | Vereinigtes Königreich | 1967 | Partnerstadt                         |
| Halberstadt    | Deutschland            | 1998 | Partnerstadt                         |
| Herzlia        | Israel                 | 1996 | Partnerstadt                         |
| Hradec Králové | Tschechien             | 1967 | Partnerstadt                         |
| Jyväskylä      | Finnland               | 2006 | Zusammenarbeit                       |
| Kovačica       | Serbien                | 2002 | Partnerstadt                         |
| Larisa         | Griechenland           | 1995 | Partnerstadt                         |
| Mangalia       | Rumänien               | 2006 | Partnerstadt                         |
| Montana        | Bulgarien              | 2005 | Partnerstadt                         |
| Radom          | Polen                  | 2001 | Partnerstadt                         |
| Salgótarján    | Ungarn                 | 1967 | Partnerstadt                         |
| Shenyang       | Volksrepublik China    | 2016 | Zusammenarbeit                       |
| Sumy           | Ukraine                | 2016 | Zusammenarbeit                       |
| Tarnobrzeg     | Polen                  | 1995 | Partnerstadt                         |
| Tula           | Russland               | 1967 | Partnerstadt (Partnerschaft beendet) |
| Vršac          | Serbien                | 2004 | Partnerstadt                         |
| Zadar          | Kroatien               | 1995 | Partnerstadt                         |

## Bystrica in Film und Literatur
Die Stadt spielt eine Schlüsselrolle im Film Das dritte Wunder (1999) von Agnieszka Holland mit Ed Harris in der Hauptrolle sowie in dem zusammen mit dem Drehbuch entwickelten Roman von Richard Vetere, The Third Miracle (1997). Bei einer Bombardierung der Stadt am 9. August 1944 durch amerikanische Flugzeuge fliehen alle, nur die kleine Helen betet vor der Mariensäule und erwirkt, dass sich die herabfallenden Bomben in Tauben verwandeln. Das Wunder wird beobachtet von dem zutiefst skeptischen deutschen Soldaten Müller (Armin Mueller-Stahl), der schwerverletzt den Krieg überlebt.

## Blick auf den Stadtkern mit der Stadtburg und der Kirche Mariä Himmelfahrt

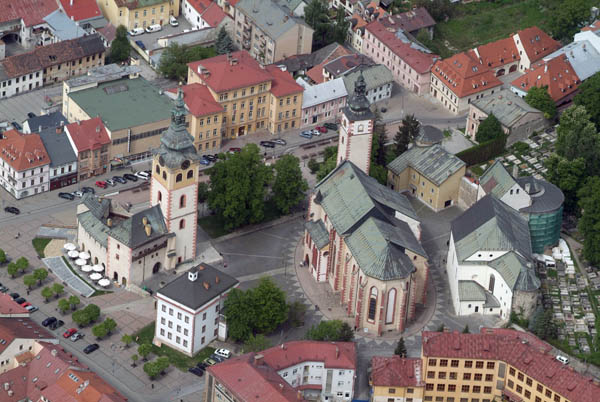
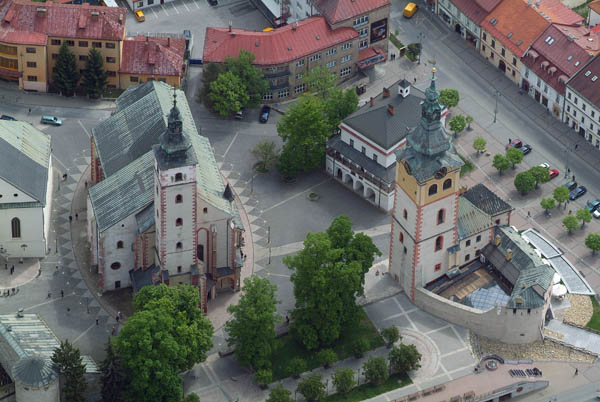
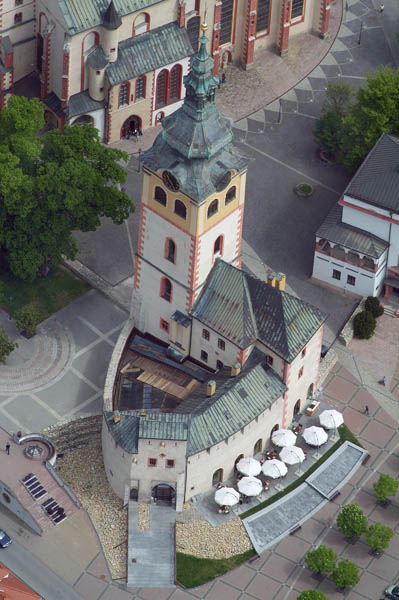
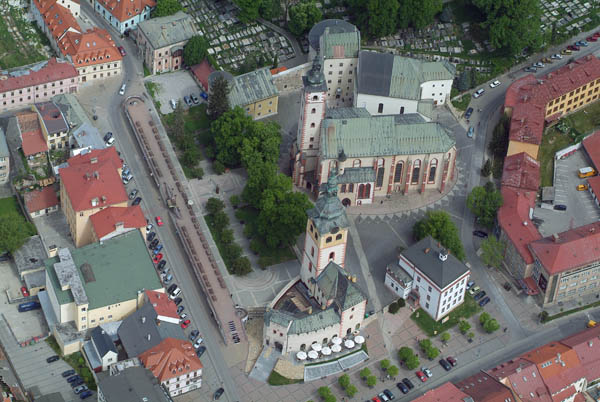